# Angel Bonanni

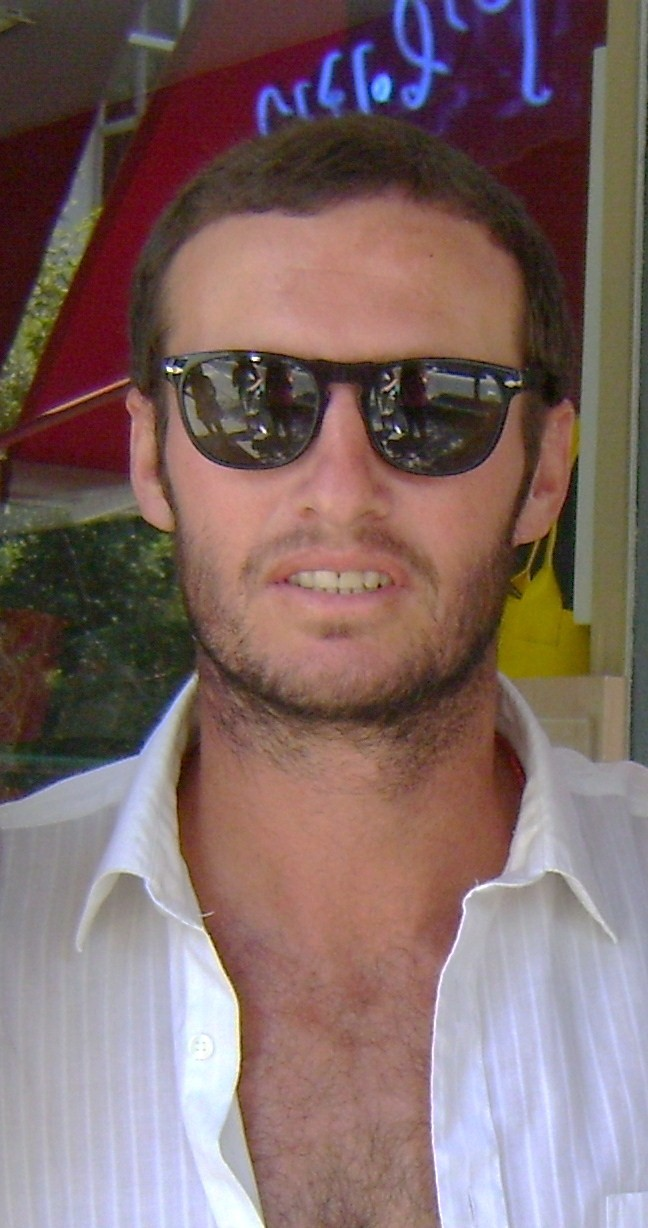
Angel Bonanni im Jahr 2009

Angel Bonanni, teilweise auch Angel Bonani oder Anchal Bunani transkribiert (hebräisch אנחל בונני; * 7. Februar 1972 in Montevideo) ist ein uruguayisch-israelischer Filmschauspieler, Model und Sänger.

## Leben und Wirken
Bonanni wurde in Uruguay geboren und wuchs in Australien auf, bis er mit seiner jüdischen Familie im Alter von 11 nach Israel auswanderte. Seine Karriere begann er als Model für verschiedene Designer wie Jean Paul Gaultier und Banana Republic, bevor er 2007 sein Fernsehdebüt im israelischen Fernsehen feierte. Mit der Rolle Yoni im Film Salsa Tel Aviv feierte Bonanni sein Filmdebüt, der internationale Durchbruch gelang ihm mit der Fernsehserie Kfulim, die in Israel auf Keshet ausgestrahlt wurde und für die sich FOX die US-Rechte sicherte. 2017 war er in einer Nebenrolle in der US-Serie Shots fired zu sehen, ehe er ebenfalls 2017 für eine Hauptrolle in der Serie Absentia gecastet wurde. 2018 verkörperte er in der Verfilmung der Operation Entebbe in 7 Tage in Entebbe die Rolle des Jonathan Netanyahu.
Zusammen mit dem Gitarristen Gal Padeh bildet Bonanni das Duo Project Passport, die beiden veröffentlichten 2012 ihr erstes Album Grace of State, von dem die Single Borrowed Time für den Soundtracks des israelischen Films JeruZalem ausgewählt wurde.

## Filmografie (Auswahl)
- 2007: Ha-Ex Ha-Mitologi (Fernsehserie, vier Folgen)
- 2007–2008: Ulai Hapa'am (Fernsehserie, sechs Folgen)
- 2011: Salsa Tel Aviv
- 2012: Rock the Casbah (Rock ba-Casba)
- 2015–2019: Kfulim (Fernsehserie, 17 Folgen)
- 2017: Shots fired (Fernsehserie, 4 Folgen)
- 2017–2019: Absentia (Fernsehserie, 17 Folgen)
- 2018: 7 Tage in Entebbe (Entebbe)
- 2018: Condor (Fernsehserie, 10 Folgen)
- 2020: Juda (Fernsehserie, 7 Folgen)
- 2020: El Cid (Fernsehserie, Folge 1.01)